# Kontroversen om tiomersal
Här används den svenska beteckningen "tiomersal", inte den internationellt gångbara "thiomersal" eller den i USA vanliga "thimerosal".
Kontroversen om tiomersal handlar om påståenden att vacciner som innehåller det kvicksilverbaserade konserveringsmedlet tiomersal bidrar till eller orsakar utvecklingen av autism eller andra störningar av hjärnans normala utveckling. Nuvarande vetenskaplig konsensus är att ingen övertygande evidens stöder dessa påståenden.

## Bakgrund
Tiomersal är en organisk kvicksilverförening som använts som konserveringsmedel i vaccin sedan 1930-talet för att förhindra förorening av bakterier eller svamp. Sedan 1992–1993 innehåller inga vaccin i det svenska barnvaccinationsprogrammet tiomersal, då det togs bort av allmän hänsyn till miljön. Efter en obligatorisk utvärdering av kvicksilverhaltiga livsmedel och mediciner beslutade USA:s Centers for Disease Control (CDC) och American Academy of Pediatrics (AAP) att som en försiktighetsåtgärd be vaccintillverkarna att ta bort tiomersal från vaccin så snabbt som möjligt, vilket ledde till att det snabbt fasades ut från de flesta vaccin som används i USA och Europa, liksom tidigare skett i Sverige.  En del föräldrar uppfattade borttagandet av tiomersal, tillsammans med en skenbar ökning av antalet autismfall och ett ökande antal vacciner i barnvaccinationsprogrammet, som ett tecken på att konserveringsmedlet orsakade autism.
Stora vetenskapliga och medicinska sammanslutningar som Institute of Medicine och World Health Organization (WHO) liksom myndigheter som Food and Drug Administration (FDA) och CDC tillbakavisar att tiomersal i vaccin har någon inverkan på autism eller andra störningar av hjärnans normala utveckling. De hänvisar till flera olika typer av vetenskaplig evidens som stöd för denna slutsats, till exempel att de kliniska symtomen för kvicksilverförgiftning skiljer sig markant från de för autism. Dessutom har det i flera populationsstudier inte funnits någon association mellan tiomersal och autism, utan dessa studier har funnit att autismfrekvensen har fortsatt att öka trots att tiomersal eliminerats från vaccinerna. Trots denna konsensus i vetenskapssamfundet fortsätter en del föräldrar att vara övertygade om att tiomersal är kopplat till autism.
Kontroversen har skadat patienter eftersom den lett till att föräldrar försökt behandla sina autistiska barn med oprövade och potentiellt farliga metoder, föräldrar avskräckts från att vaccinera sina barn av rädsla för ”toxiskt” tiomersal, och eftersom kontroversen lett till att forskning i orsakerna till autism inom mer lovande områden blivit eftersatt.  Tusentals stämningsansökningar har lämnats in i USA för att få skadestånd för den påstådda giftigheten i vacciner, inklusive den som sägs orsakas av tiomersal. Domstolar i USA har tillbakavisat ett flertal representativa fall som involverat tiomersal, vilket indikerar att det är osannolikt att de flesta kommer att lyckas.

## Tiomersal i Sverige
Sedan 1992–1993 innehåller inga vaccin i det svenska barnvaccinationsprogrammet tiomersal, då det togs bort av allmän hänsyn till miljön.